# Мемориальная премия Эдварда Э. Смита
Мемориальная премия Эдварда Э. Смита за высокохудожественную фантастику (неофициальное сокращённое название — Скайларк) — премия в области фантастической литературы, присуждаемая с 1966 года Американской (Новоанглийской) Научно-фантастической Ассоциацией (NESFA) путём ежегодного голосования членов ассоциации. Название «Скайларк» (англ. Skylark — «жаворонок») отсылает к первому роману Эдварда Смита «Космический жаворонок» (1928). Согласно официальной позиции NESFA, премия присуждается за вклад в развитие фантастики авторам, чьё творчество и личностные черты характера служат примером того, что Смит наиболее ценил в людях. Под этот нечёткий критерий не попали такие знаменитые авторы, как Роберт Хайнлайн и Артур Кларк.
Лауреаты премии объявляются ежегодно на конвенте «Боскон» в Бостоне. Победителю вручается в качестве награды статуэтка, имеющая вид большой линзы на подставке. Как правило, авторы получают премию однократно, исключением на данный момент является лишь Хол Клемент, дважды с большим перерывом становившийся лауреатом.

## Лауреаты по годам
- 1966 Фредерик Пол
- 1967 Айзек Азимов
- 1968 Джон У. Кэмпбелл
- 1969 Хол Клемент
- 1970 Джуди-Линн Бенджамен дель Рей
- 1971 не присуждалась
- 1972 Лестер дель Рей
- 1973 Ларри Нивен
- 1974 Бен Бова
- 1975 Гордон Р. Диксон
- 1976 Энн Маккефри
- 1977 Джек Гоэн (иллюстратор)
- 1978 Спайдер Робинсон
- 1979 Дэвид Джерролд
- 1980 Джек Л. Чалкер
- 1981 Фрэнк Келли Фриз (иллюстратор)
- 1982 Пол Андерсон
- 1983 Андре Нортон
- 1984 Роберт Силверберг
- 1985 Джек Уильямсон
- 1986 Уилсон (Боб) Таккер
- 1987 Винсент Ди Фейт (иллюстратор)
- 1988 Кэролайн Черри
- 1989 Джин Вулф
- 1990 Джейн Йолен
- 1991 Дэвид Черри (иллюстратор)
- 1992 Орсон Скотт Кард
- 1993 Том Доэрти
- 1994 Эстер М. Фриснер
- 1995 Майк Резник
- 1996 Джо и Гэй Холдеман
- 1997 Хол Клемент
- 1998 Джеймс Уайт
- 1999 Боб Эгглтон (иллюстратор)
- 2000 Брюс Ковилль
- 2001 Эллен Ошер
- 2002 Дэйв Лэнгфорд
- 2003 Патрик и Тереза Нильсен Хейден (редакторы)
- 2004 Джордж Мартин
- 2005 Тамора Пирс
- 2006 Дэвид Хартвелл (редактор)
- 2007 Бет Мичхэм
- 2008 Чарльз Стросс
- 2009 Терри Пратчетт
- 2010 Омар Райян
- 2011 Лоис МакМастер Буджолд
- 2012 Стив Миллер и Шарон Ли
- 2013 Джинджер Бьюкенен
- 2014 Роберт Сойер
- 2015 Моше Федер (редактор)
- 2016 Гарднер Дозуа
- 2017 Джо Уолтон
- 2018 Даниэль Киммел
- 2019 Мелинда Снодграсс
- 2020 Бетси Уоллхейм
- 2021 Энтони Льюис
- 2022 Мэри Робинетт Коваль
- 2023 Джон Скальци
- 2024 Эллен Кашнер и Делия Шерман